# Conseil régional de Tanger-Tétouan-Al Hoceïma
Le conseil régional de Tanger-Tétouan-Al Hoceïma est l'assemblée délibérante de la région marocaine Tanger-Tétouan-Al Hoceïma, collectivité territoriale décentralisée agissant sur le territoire régional. Il est composé de 63 conseillers régionaux élus pour 6 ans au suffrage universel direct et présidé par Omar Moro depuis 2021.

## Siège
Le Conseil régional de Tanger-Tétouan-Al Hoceïma se situe à Rue Al Ouchak, Tanger 90040

## Présidents
| Période   | Président | Président         | Parti | Parti |
| --------- | --------- | ----------------- | ----- | ----- |
| 2015-2019 |           | Ilyas El Omari    |       | PAM   |
| 2019-2021 |           | Fatima El Hassani |       | PAM   |
| 2021-     |           | Omar Moro         |       | RNI   |

## Commissions
Conformément à l’article 45 du règlement intérieur, le conseil régional a créé sept commissions permanentes dont les attributions sont définies par l’article 46 du même règlement.
- Commission du budget, des finances et de la programmation
- Commission du développement économique, social et culturel
- Commission de préparation des sols
- Commission de formation, formation continue et réanimation professionnelle
- Commission du développement rural et de l'agriculture, services non urbains
- Commission du tourisme
- Commission de coopération et de partenariat et Marocains du monde entier

## Composition

### Groupes politiques actuels
Les 58 conseillers régionaux élus jusqu'en 2021 se répartissent ainsi :
| Groupe | Groupe                                  | Élus | Président de groupe | Statut     |
| ------ | --------------------------------------- | ---- | ------------------- | ---------- |
|        | Union socialiste des forces populaires  | 10   | Mustapha Bouroua    | Majorité   |
|        | Authenticité et modernité               | 9    | Mustapha Slisli     | Majorité   |
|        | Istiqlal                                | 7    | Driss Bouchentouf   | Majorité   |
|        | Rassemblement national des indépendants | 6    | Mohammed Melhaoui   | Majorité   |
|        | Union constitutionnelle                 | 4    | Mohammed Melhaoui   | Majorité   |
|        | Mouvement populaire                     | 12   | Salim Kamaran       | Opposition |
|        | Parti de la justice et du développement | 10   | El Mostafa Guerab   | Opposition |

#### Historique
| Groupe | Groupe                                  | 2015 |
| ------ | --------------------------------------- | ---- |
|        | Union socialiste des forces populaires  | 10   |
|        | Authenticité et modernité               | 9    |
|        | Istiqlal                                | 7    |
|        | Rassemblement national des indépendants | 6    |
|        | Union constitutionnelle                 | 4    |
|        | Mouvement populaire                     | 12   |
|        | Parti de la justice et du développement | 9    |
|        | Parti du progrès et du socialisme       | 1    |